# Populus balsamifera
Populus balsamifera, anomenat en anglès: balsam poplar, (pollancre balsàmic) bam, bamtree, eastern balsam poplar, hackmatack, tacamahac poplar, tacamahaca,
és una espècie d'arbre del gènere Populus. L'epítet específic balsamifera significa "que porta bàlsam" L'espècie black cottonwood,(Populus trichocarpa), de vegades es considera una subespècie de P. balsamifera
Populus balsamifera és un arbre distribuït a Amèrica del Nord, especialment al Canadà i penetrant al nord-est dels Estats Units, que on creix millor és en les zones montanes i les planes inundables. És resistent i de creixement ràpid. És un dels pollancres que es troben al bioma Aspen parkland de l'Oest del Canadà.
L'híbrid anomenat Balm of Gilead (Populus × jackii), també conegut com a P. × gileadensis, és un híbrid natural entre P. balsamifera i eastern cottonwood (P. deltoides), també sovint és plantat. El nom Populus candicans s'ha usat ja sigui per P. balsamifera o per P.  × jackii; actualment es considera un sinònim de P. balsamifera.
Balm of Gilead és un liniment (balm) fet de la goma resinosa natural d'aquesta espècie o d'espècies relacionades com Populus × jackii. Tanmateix, malgrat el seu nom en anglès, aquesta espècie d'arbre no és la font de l'essència de trementina Canada balsam, sinó que aquesta deriva de l'avet balsam fir (Abies balsamea).
La fusta de Populus balsamifera és lleugera i tova i es fa servir com polpa de paper i en la construcció.